# イタリア権 (ローマ法)
イタリア権（ラテン語: Ius Italicum、イタリア権法）とは、ローマ皇帝によってローマ帝国の特権都市に与えられた名誉である。それは市民権の地位を表すものではなく、イタリアに固有のものであった法的擬制をイタリア以外の共同体に与えたものである。これは、その地方やヘレニズム地方の法律よりもローマの統治下にあることを意味するものであり、属州の総督たちとの関係においては、より高い自律性を持ち、これらの諸都市で生まれた者は、自動的にローマ市民権を与えられ、 これら諸都市は租税を免除された。 ローマの市民として、（イタリア権を持つ人々は）財産の売買をすることができ、地租と人頭税を免除され、ローマ法で守られる特権を獲得した。
学説彙纂 (50.15)はローマの植民市および、以下の諸都市を含むius Italicum（イタリア権）を持つ共同体の一覧を含んでいる。 
- バールベック
- ピシディアのアンティオキア（英語版）
- ストビ（英語版）
- カッサンドレイア（英語版）
- ピリッポイ

なお、コンスタンティノープルもイタリア権を所有していた。